# 鞠晓阳
鞠晓阳（1963年11月—），湖南省邵东县人，中华人民共和国政治人物。曾任中国人民政治协商会议邵阳市委员会主席、中共邵阳市委政法委书记、中共隆回县委书记、中共新宁县委书记。

## 生平
1963年11月，鞠晓阳出生在湖南省邵东县（今邵东市）。1979年，鞠晓阳进入湖南省农机学校学习，1982年毕业后任邵东县农机局团支部书记。1984年1月，鞠晓阳出任共青团邵东县委副书记，同年12月加入中国共产党，次年8月升任书记。1989年11月，鞠晓阳出任共青团邵阳市委青农部长。1992年1月成为共青团邵阳市委副书记，1996年7月升任书记。2000年9月，鞠晓阳调任中共新宁县委副书记，2002年8月升任书记。2006年4月，鞠晓阳调任中共隆回县委书记。2008年1月，鞠晓阳出任邵阳市人民政府党组成员、副市长，同年11月成为中共邵阳市委常委、政法委书记。2016年12月，鞠晓阳转任邵阳市政协党组副书记，次年1月出任邵阳市政协主席、党组副书记。
2023年11月6日，鞠晓阳涉嫌严重违纪违法，主动投案，接受湖南省纪委监委纪律审查和监察调查。
2024年1月28日，鞠晓阳遭到开除党籍开除公职（双开）处分。4月1日，湖南省人民检察院依法将其逮捕。